# 108 Девы
108 Девы (лат. 108 Virginis), HD 129956 — двойная звезда в созвездии Девы на расстоянии приблизительно 560 световых лет (около 172 парсек) от Солнца. Визуальная звёздная величина звезды — +5,669m. Возраст звезды определён как около 886 млн лет.

## Характеристики
Первый компонент — бело-голубая звезда спектрального класса B9, или B9,5V, или A0V. Масса — около 3,952 солнечной, радиус — около 4,717 солнечного, светимость — около 105,06 солнечной. Эффективная температура — около 9675 K.
Второй компонент — коричневый карлик. Масса — около 43,19 юпитерианской. Удалён в среднем на 2,365 а.е..